# Mazen Al-Yassin
Mazen Al-Yassin (8 juli 1996) is een Saoedi-Arabisch sprinter, gespecialiseerd in de 400 meter. Hij nam eenmaal deel aan de Olympische Spelen en behaalde hierbij geen medaille.

## Biografie
In 2021 nam Al-Yassin deel aan de uitgestelde Olympische Spelen van 2020 in Tokio. Op de 400 m liep hij in de tweede halve finale naar de vierde plaats, waarmee hij zich niet kon kwalificeren voor de finale. 

## Persoonlijke records
Outdoor
| Afstand | Prestatie | Datum           | Plaats |
| ------- | --------- | --------------- | ------ |
| 200 m   | 20,74 s   | 8 april 2021    | Taif   |
| 300 m   | 33,82 s   | 27 mei 2022     | Poznan |
| 400 m   | 45,16 s   | 1 augustus 2021 | Tokio  |

Indoor
| Afstand | Prestatie | Datum             | Plaats    |
| ------- | --------- | ----------------- | --------- |
| 400 m   | 46,35 s   | 19 september 2017 | Asjchabad |

## Palmares

### 400 m
- 2015: 6e in series Aziatische kampioenschappen - 47,92 s
- 2017:  Arabische kampioenschappen - 46,76 s
- 2019: 5e in series Aziatische kampioenschappen - 48,24 s
- 2019: 8e in ½ fin. WK - 46,11 s
- 2019:  Arabische kampioenschappen - 47,56 s
- 2021: 4e in ½ fin. OS - 45,37 s
- 2022: 5e in series WK Indoor - 47,65 s